# Tadarida brasiliensis
Tadarida brasiliensis är en fladdermusart som först beskrevs av I. Geoffroy 1824.  Tadarida brasiliensis ingår i släktet Tadarida och familjen veckläppade fladdermöss. IUCN kategoriserar arten globalt som livskraftig. Inga underarter finns listade i Catalogue of Life. Wilson & Reeder (2005) skiljer mellan 9 underarter. 

## Utseende
Denna fladdermus har långa samt smala vingar och cirka hälften av svansen ligger utanför flygmembranens del mellan bakbenen. Den korta pälsen på ovansidan har en brunaktig färg och undersidan är täckt av längre hår som är något ljusare brun. Hos ungar förekommer gråaktig päls. Bakfötterna har en krans av styva hår på kanterna och även vid naglarna. Många doftkörtlar är fördelade över kroppen som används för att markera sovplatsen och reviret. Tadarida brasiliensis har vanligen tre framtänder på varje sida i underkäken men den tredje saknas ibland. Kroppslängden med svans är 81 till 106 mm och svansen är 27 till 40 mm lång. Arten har 40 till 45 mm långa underarmar och 13 till 20 mm långa öron. Nosen kännetecknas av vertikala veck i övre läppen.

## Utbredning och habitat
Arten förekommer i stora delar av Nord-, Central- och Sydamerika från centrala USA till centrala Argentina och centrala Chile. Tadarida brasiliensis lever även på de flesta västindiska öar. Den saknas däremot i centrala Amazonområdet. Arten kan anpassa sig till flera olika habitat.

## Ekologi
På fastlandet kan kolonierna ha en eller några miljoner medlemmar men på öar är kolonierna mindre.
Tadarida brasiliensis vilar vanligen i grottor men den hittades även i trädens håligheter och i gömställen som skapades av människor. Fladdermusens byten utgörs bland annat av nattfjärilar, flugor, skalbaggar och flygande myror. I Nordamerika sker parningen troligen i vinterkvarteret och sedan lagras hannens sädesceller i honans könsorgan. Efter dräktigheten föds ungarna under senare våren eller under sommaren. Honor från centrala Nordamerika har bara en unge per kull och hos andra populationer förekommer ganska ofta tvillingar. Ungarna föds nakna men de har en snabb utveckling. Cirka efter en månad har de päls och flygförmåga. Honor kan para sig under första parningstiden efter födelsen och hannar parar sig under andra levnadsåret för första gången.
Arten har läten som använd för ekolokaliseringen och andra läten för kommunikationen mellan individerna (främst mellan honor och deras ungar). Hos olika populationer sker längre vandringar före och efter den kalla årstiden.
Denna fladdermus jagas av rovfåglar och ormar. Året 2016 registrerades för en individ en flyghastighet av 160 km/h. Värdet kan bero på kraftiga vindar.

## Tadarida brasiliensisoch människor
Artens avföring (guano) samlas som gödsel och som tillsats i krut.
Under andra världskriget brukade USA:s flotta individer av arten för ett test av små brandbomber. Planen var att fladdermusen med bomben flyger till motståndarens byggnader som skulle förstöras. Under prövningens gång flög flera fladdermöss till enhetens högkvarter och satte det i brand. Bombbärande fladdermöss kom sedan inte till användning. Fenomenet figurerar i Spirou-albumet Operation Fladdermus av Yann och Scwartz (2009, på svenska 2015).

## Bildgalleri

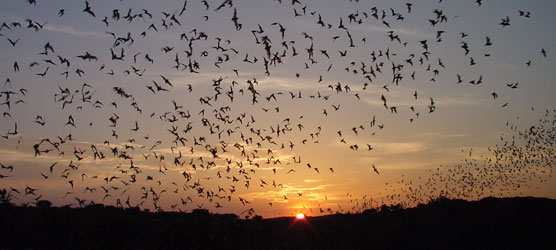
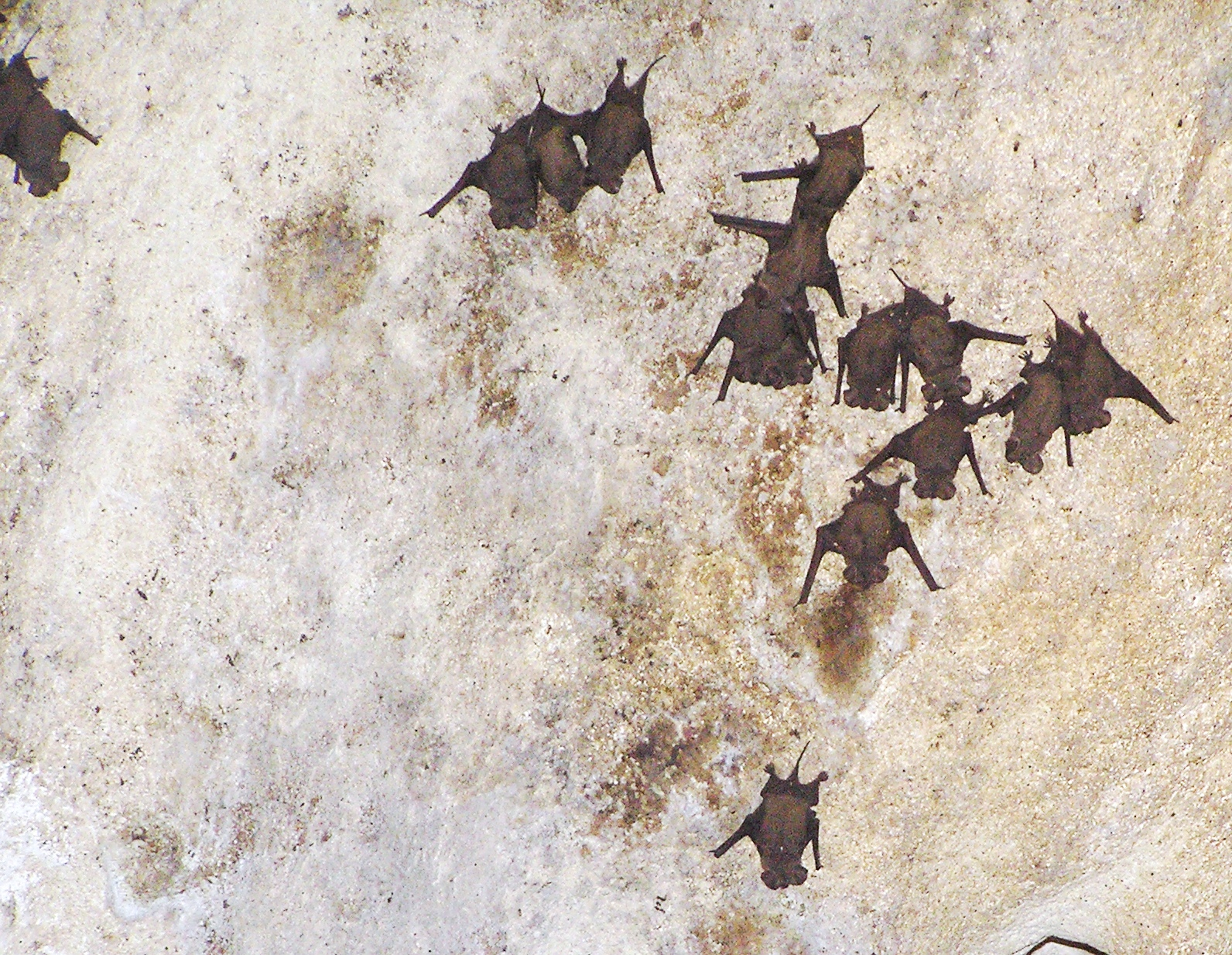
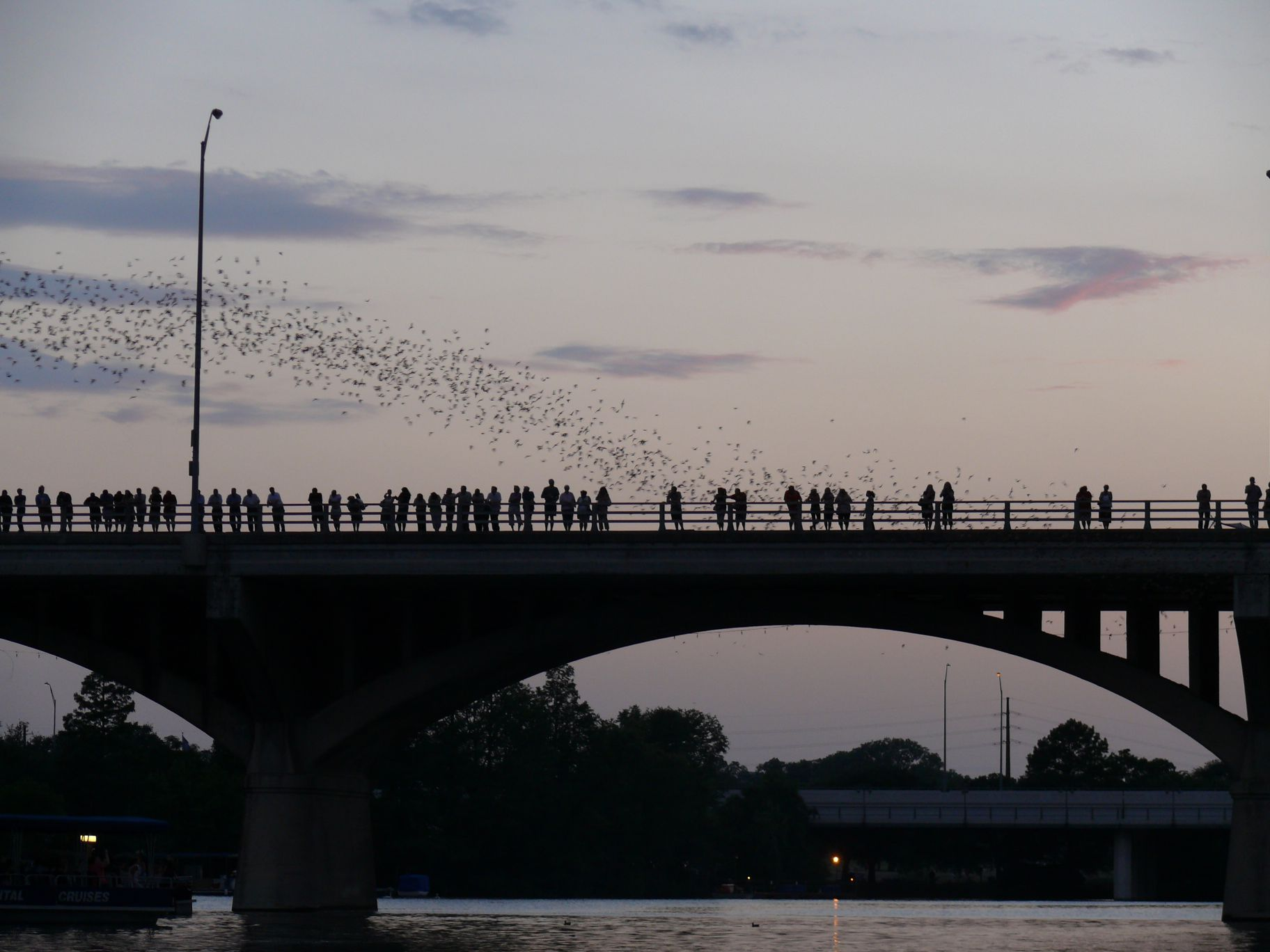
Exemplar lämnar en bro i Austin, Texas som är en känd viloplats
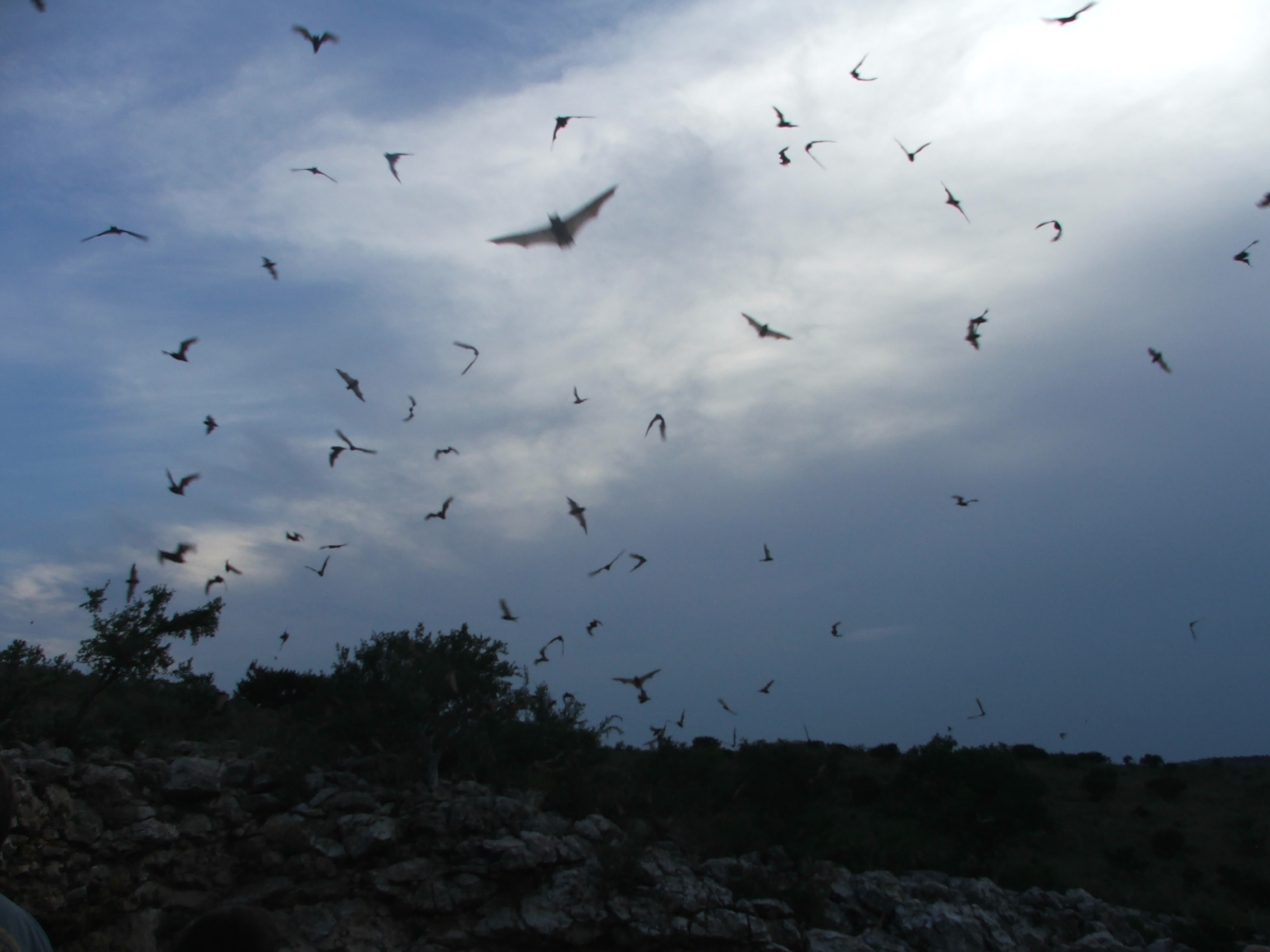
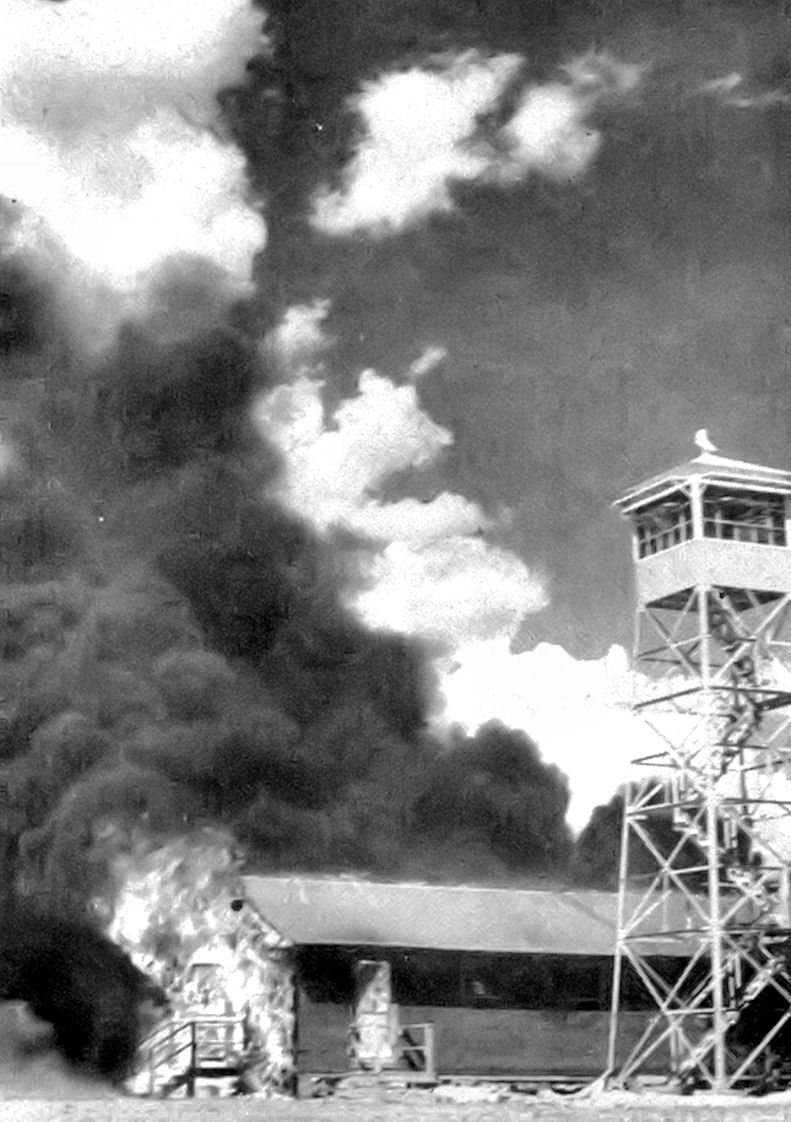
Det brinnande högkvarteret i New Mexico.